# Сидельников, Андрей Никанорович
Андрей Никанорович Сидельников (28 августа 1895, село Благодарное, Новогригорьевский уезд Ставропольская губерния — 11 марта 1983, Москва) — советский военачальник, генерал-лейтенант (13 сентября 1944), участник Первой мировой войны, Гражданской войны, Великой Отечественной войны.

## Биография
Родился в крестьянской семье. Воевал в Первой мировой войне, произведен в унтер-офицеры. В 1917—1919 годах в составе красной кавалерии на Ставропольщине, в том числе в 6-й кавалерийской дивизии (Первая конная армия). Затем учился на курсах красных кавалеристов в Москве, вернувшись, командовал эскадроном. Затем командир 32-го Белоглинского полка Первой конной армии, командир 31-го Белореченского кавалерийского полка Чонгарской дивизии, начальник отдела штаба Белорусского военного округа, помощник командира 7-й кавалерийской дивизии, начальник отдела инспекции кавалерии РККА. С 1939 года командир 19-й горной кавалерийской дивизии.
С началом Великой Отечественной войны 2 июля 1941 года назначен командиром новосформированной 4-й дивизии народного ополчения, собравшей добровольцев Куйбышевского района Москвы. Однако уже 8 июля получил новое назначение, возглавив 43-ю кавалерийскую дивизию, воевал в Белоруссии. После её расформирования в ноябре 1941 года из-за понесённых потерь служил в различных должностях.
Андрей Никанорович скончался в 1983 году. Похоронен в Москве на Кунцевском кладбище.

## Воинские звания
- краском
- полковник (29.01.1936);
- комбриг (04.11.1939);
- генерал-майор (04.06.1940);
- генерал-лейтенант (13.09.1944)

## Награды
Награждён орденом Ленина (21.02.1945), тремя орденами Красного Знамени (в том числе 05.11.1941, 03.11.1944), орденами Кутузова I-й степени (10.04.1945), Суворова II-й степени (23.07.1944), Отечественной войны I-й степени (28.04.1943), медалями «XX лет РККА» (22.02.1938), «За оборону Сталинграда», «За взятие Кёнигсберга», «За освобождение Варшавы», «Ветеран Вооружённых Сил СССР» и др.

## Признание
Почётный гражданин города Благодарного.